# Psychotria hebecarpa
Psychotria hebecarpa är en måreväxtart som beskrevs av Elmer Drew Merrill och Lily May Perry. Psychotria hebecarpa ingår i släktet Psychotria och familjen måreväxter. Inga underarter finns listade i Catalogue of Life.